# Marta Torrejón
Marta Torrejón Moya (Mataró, 27 febbraio 1990) è una calciatrice spagnola, difensore del Barcellona e della nazionale spagnola.

## Carriera

### Club
Fa il suo debutto nella massima serie spagnola a soli 14 anni, nel 2004, con la maglia dell'Espanyol. Con la squadra catalana vince il campionato 2005-2006. 
Nel 2013 viene acquistata dal Barcellona.

### Nazionale
Marta Torrejón viene convocata nella Nazionale spagnola Under-19 debuttando il 26 settembre 2006 nella partita vinta 14 a 0 contro le pari età della Lettonia in occasione del primo turno di qualificazione dell'edizione 2007 del Campionato europeo di categoria. In incontri per i campionati UEFA con la maglia delle Furie rosse U-19 totalizzerà 19 presenze realizzando 5 reti.
Giunta alla soglia dell'età massima per giocare con le giovanili nel 2009 viene selezionata per vestire la maglia della Nazionale maggiore. Impiegata durante le qualificazioni al campionato europeo femminile di calcio 2009 quindi nella fase di qualificazione ai Mondiali 2011.
Nel giugno 2013 il commissario tecnico della Nazionale Ignacio Quereda la inserisce in rosa per Svezia 2013. Torrejón gioca tutte le partite da titolare fino all'incontro perso 3-1 contro la Norvegia nei quarti di finale.

## Statistiche

### Presenze e reti nei club
Statistiche aggiornate, parzialmente, al 7 giugno 2025.
| Stagione          | Squadra           | Campionato        | Campionato | Campionato | Coppe nazionali | Coppe nazionali | Coppe nazionali | Coppe continentali | Coppe continentali | Coppe continentali | Altre coppe | Altre coppe | Altre coppe | Totale | Totale |
| Stagione          | Squadra           | Comp              | Pres       | Reti       | Comp            | Pres            | Reti            | Comp               | Pres               | Reti               | Comp        | Pres        | Reti        | Pres   | Reti   |
| ----------------- | ----------------- | ----------------- | ---------- | ---------- | --------------- | --------------- | --------------- | ------------------ | ------------------ | ------------------ | ----------- | ----------- | ----------- | ------ | ------ |
| 2013-2014         | Barcellona        | PD                | 30         | 1          | CR              | 5               | 0               | UWCL               | 6                  | 0                  | CC          | 2           | 0           | 43     | 1      |
| 2014-2015         | Barcellona        | PD                | 30         | 4          | CR              | 2               | 0               | UWCL               | 4                  | 0                  | CC          | 2           | 0           | 38     | 4      |
| 2015-2016         | Barcellona        | PD                | 27         | 3          | CR              | 3               | 0               | UWCL               | 6                  | 0                  | CC          | 2           | 0           | 38     | 3      |
| 2016-2017         | Barcellona        | PD                | 27         | 0          | CR              | 3               | 0               | UWCL               | 8                  | 2                  | CC          | 1           | 1           | 39     | 3      |
| 2017-2018         | Barcellona        | PD                | 28         | 7          | CR              | 1               | 0               | UWCL               | 6                  | 0                  | CC          | 2           | 0           | 37     | 7      |
| 2018-2019         | Barcellona        | PD                | 29         | 6          | CR              | 3               | 1               | UWCL               | 7                  | 1                  | CC          | 0           | 0           | 39     | 8      |
| 2019-2020         | Barcellona        | PD                | 20         | 4          | CR              | 4               | 0               | UWCL               | 5                  | 2                  | CC+SE       | 2+2         | 1+4         | 33     | 11     |
| 2020-2021         | Barcellona        | PD                | 32         | 10         | CR              | 3               | 1               | UWCL               | 9                  | 1                  | SE          | 1           | 0           | 45     | 12     |
| 2021-2022         | Barcellona        | PD                | 29         | 6          | CR              | 4               | 0               | UWCL               | 10                 | 2                  | SE          | 2           | 0           | 45     | 8      |
| 2022-2023         | Barcellona        | PD                | 27         | 3          | CR              | 1               | 0               | UWCL               | 9                  | 1                  | SE          | 2           | 0           | 39     | 4      |
| 2023-2024         | Barcellona        | PD                | 28         | 8          | CR              | 4               | 0               | UWCL               | 7                  | 1                  | SE          | 0           | 0           | 39     | 9      |
| 2024-2025         | Barcellona        | PD                | 22         | 2          | CR              | 3               | 1               | UWCL               | 5                  | 0                  | CC+SS       | 1+1         | 0           | 32     | 3      |
| Totale Barcellona | Totale Barcellona | Totale Barcellona | 329        | 54         |                 | 36              | 3               |                    | 82                 | 10                 |             | 20          | 6           | 467    | 73     |
| Totale Carriera   | Totale Carriera   | Totale Carriera   | 329+       | 54+        |                 | 36+             | 3+              |                    | 82+                | 10+                |             | 20+         | 6+          | 467+   | 73+    |

## Palmarès

### Club

#### Competizioni regionali
- Copa de Catalunya: 1

Barcellona: 2014

#### Competizioni nazionali
- Campionato spagnolo: 9  (record)

Espanyol: 2005-2006
Barcellona: 2013-2014, 2014-2015, 2019-2020, 2020-2021, 2021-2022, 2022-2023, 2023-2024, 2024-2025
- Coppa della Regina: 8

Barcellona: 2013, 2014, 2017, 2018, 2019-2020, 2020-2021, 2023-2024, 2024-2025
- Supercoppa spagnola: 4

Barcellona: 2020, 2022, 2023, 2024, 2025

#### Competizioni internazionali
- UEFA Women's Champions League: 3

Barcellona: 2020-2021, 2022-2023, 2023-2024

### Nazionale
- Algarve Cup: 1

2017
- Cyprus Cup: 1

2018